# Jacob Hilsdorf

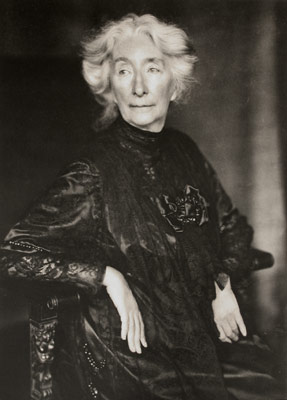
Jacob Hilsdorf: Cosima Wagner, 1905

Jacob Hilsdorf (10. června 1872, Bingen am Rhein – 11. ledna 1916, Frankfurt nad Mohanem) byl německý portrétní fotograf. Velkovévoda Ernst Ludwig mu v roce 1912 udělil titul „Großherzoglich hessischer Hofrath“ (velkovévodský hesenský radní).

## Život
Jacob Hilsdorf se fotografii naučil od svého otce Johanna Baptista Hilsdorfa v Bingenu na Rýně a pracoval mimo jiné také v lipském ateliéru známého fotografa Nicola Perscheida. V Lipsku se také setkal s Elisabeth Gausheovou, kterou si v roce 1897 vzal. Převzal ateliér svého otce v ulici Kapuzinerstraße v Bingenu, svého bratra Hanse Hilsdorfa, který se později také stal aktivním fotografem, najal jako asistenta.
Jacob Hilsdorf na přelomu století přišel do kontaktu se známými osobnostmi té doby, například se členy kruhu Stefana Georga. Fotografie malíře Melchiora Lechtera se staly mezinárodně známými po roce 1903, vytvořil portréty členů politické šlechty, ale i hudebníků, malířů a spisovatelů své doby. V roce 1912 mu velkovévoda Ernst Ludwig von Hessen-Darmstadt udělil za jeho služby titul „Großherzoglich hessischer Hofrath“ (velkovévodský hesenský radní).
Na začátku 20. století začaly provázet Hilsdorfa osobní problémy. Manželství s Elisabeth Gauscheovou se rozvedlo v roce 1909 a také pozdější sňatek s Ellen Hasencleverovou o dva roky později nebyl šťastný. Od roku 1915 trpěl Hilsdorf "duševní nemocí" a 11. ledna 1916 spáchal sebevraždu.

## Dílo
Hilsdorfovy fotografie ve své době stály mimo výtvarné dění. Nenesly rukopis ani impresionistické povrchové struktury, ani tvrdé výrazové kontury expresionismu. Hilsdorf může být právem zařazen do proudu salónních nebo secesních fotografů, který se dobře přizpůsobil vysoké společnosti a ve své práci byl velmi nezávislý a progresivní.

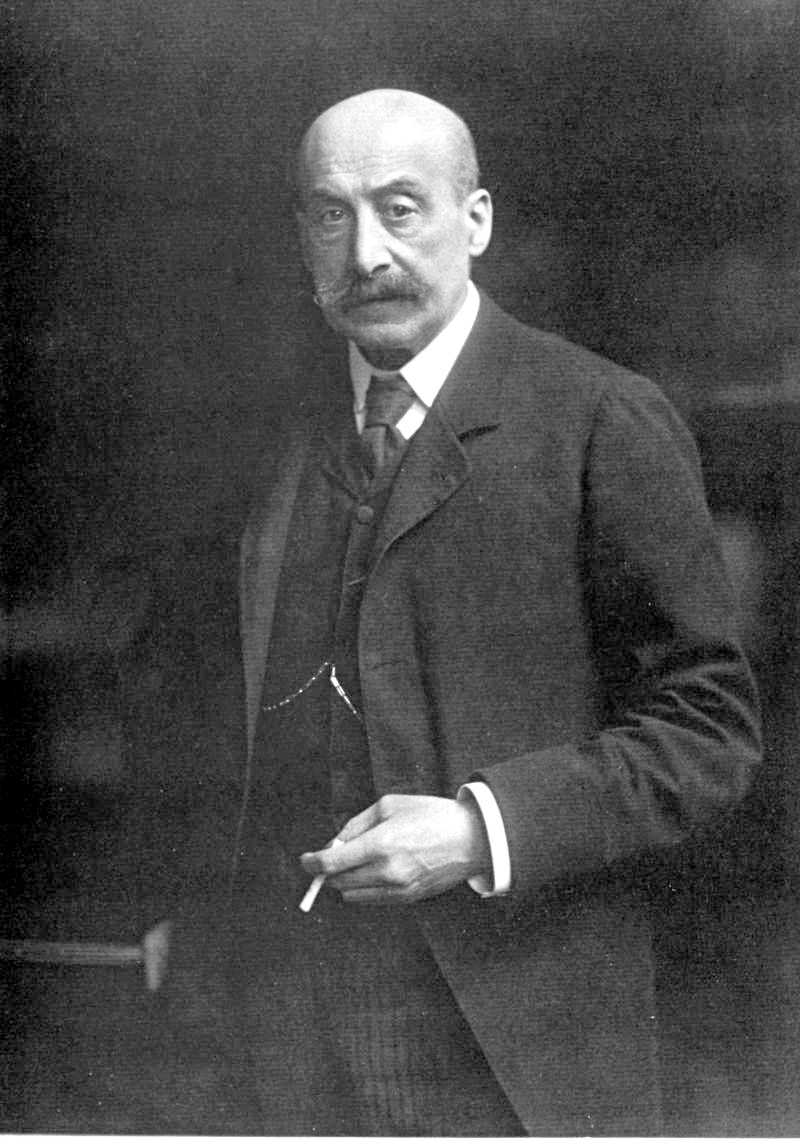
Max Liebermann, 1904
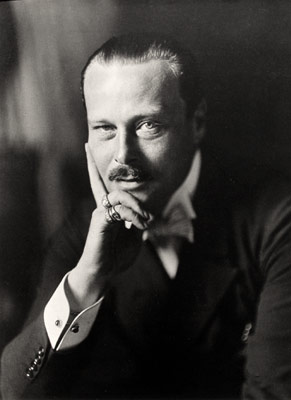
Ernst Ludwig, 1905
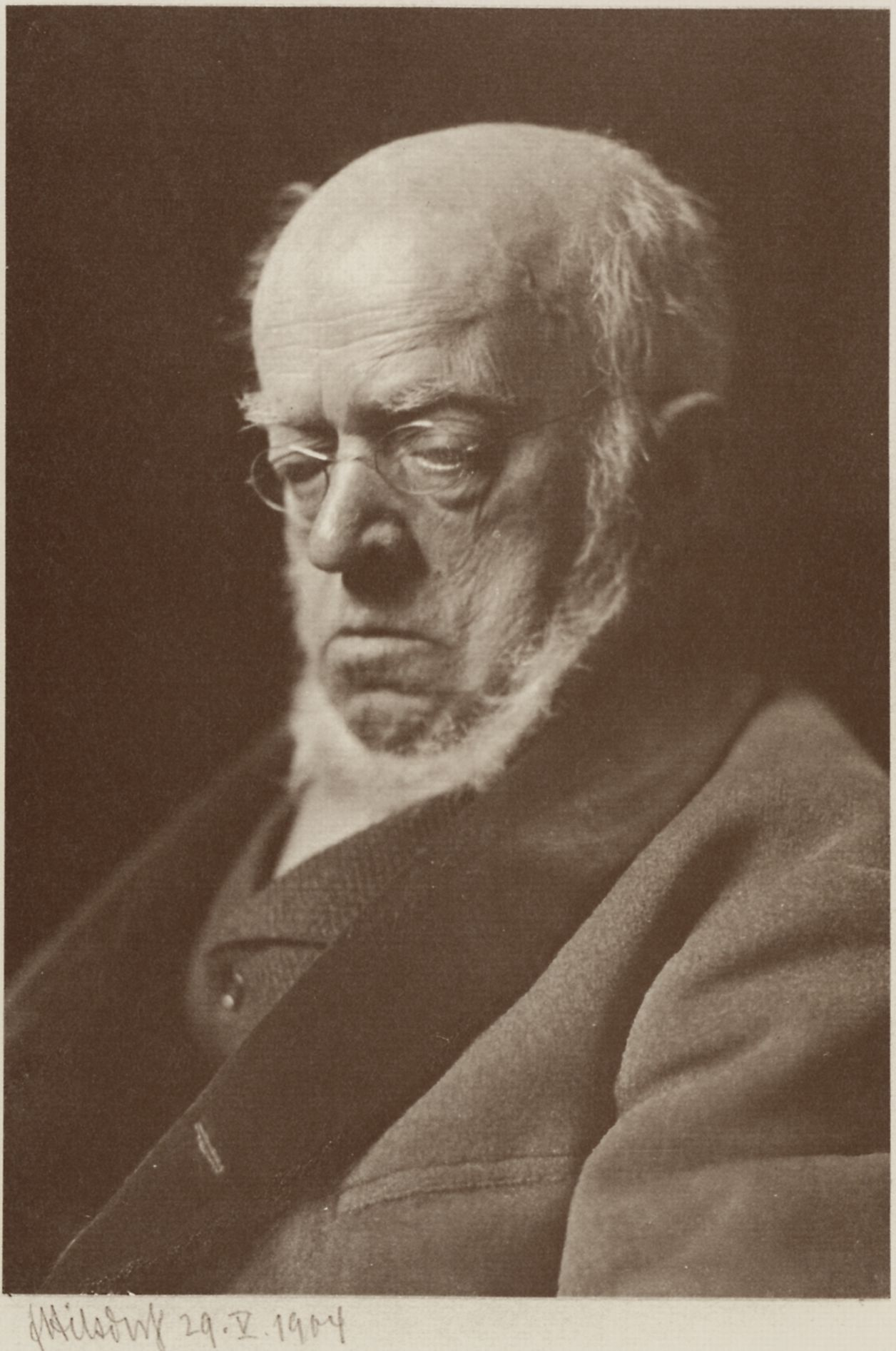
Adolph Menzel, 1904
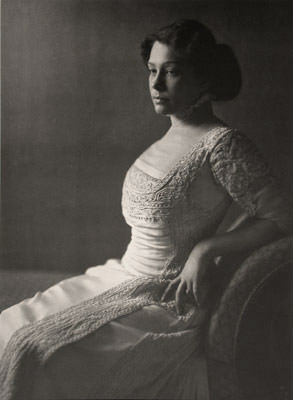
Tilla Durieux, 1905
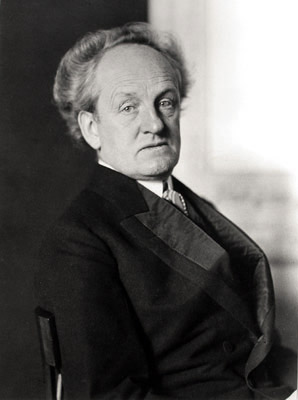
Gerhart Hauptmann, 1905
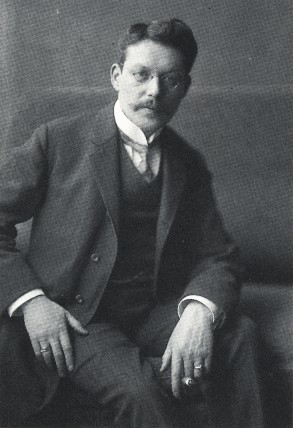
Bratr Theodor Hilsdorf, 1908
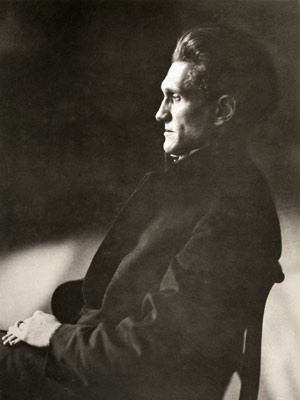
Stefan George, 1910
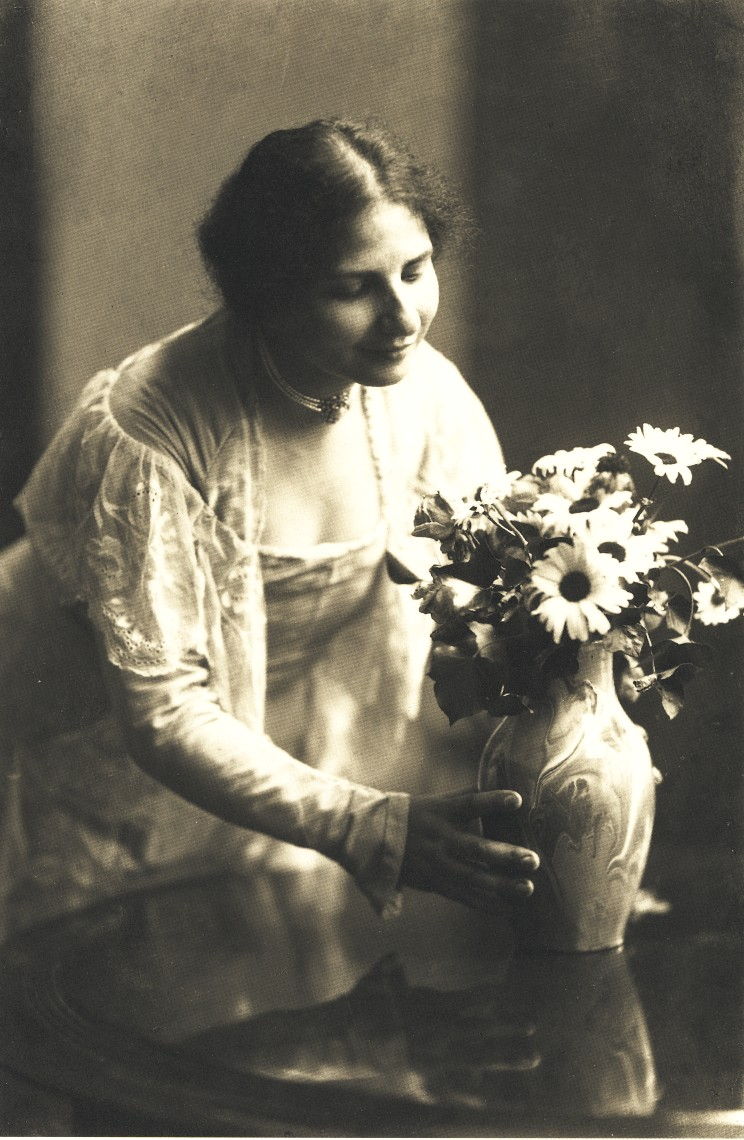
Ida Dehmel, nedatováno